# Atlantagrotis
Atlantagrotis là một chi bướm đêm thuộc họ Noctuidae.

## Các loài tiêu biểu
- Atlantagrotis aethes (Mabille, 1885)
- Atlantagrotis hesperoides (Köhler, 1945)
- Atlantagrotis nelida (Köhler, 1945)